# Þorsteins þáttr Síðu-Hallssonar
No confundir con Draumr Þorsteins Síðu-Hallssonar
Þorsteins þáttr Síðu-Hallssonar es una historia corta islandesa (þáttr) que trata sobre un periodo de la vida de Þorsteinn Síðu-Hallsson, hijo de Síðu-Hallur. La obra se conserva en Flateyjarbók y Morkinskinna. 